# Cross of the Dutchman
Cross of the Dutchman is een Nederlands action-adventurespel uit 2015. Het spel werd ontwikkeld door Triangle Studios en speelt zich af in Friesland aan het begin van de 16e eeuw. De speler kruipt in de huid van de Friese boer Pier Gerlofs Donia (Grote Pier), die na de moord op zijn vrouw ten oorlog trekt tegen de Saksische indringers.

## Ontwikkeling
Triangle Studios begon in 2009 aan de ontwikkeling van het spel. Er werd intensief onderzoek gedaan naar de historische slagvelden, kleding en het zwaard van Pier, om deze in het spel zo accuraat mogelijk na te bootsen.
In 2012 poogde Triangle Studios het spel te crowdfunden met behulp van Kickstarter, maar het vereiste bedrag van 50.000 dollar werd niet behaald. Het project moest vanwege geldgebrek tijdelijk worden stilgelegd, maar kon het volgende jaar hervat worden. Na zes jaar in ontwikkeling werd het spel op 10 september 2015 gelanceerd.

## Ontvangst
| Recensies    | Recensies   |
| Bron         | Score       |
| ------------ | ----------- |
| The Escapist | 8/10        |
| Softpedia    | 8/10        |
| Gamer.nl     | 6/10        |
| Metacritic   | 59/100      |
| Eurogamer    | "afblijven" |

Metacritic gaf Cross of the Dutchman op basis van veertien recensies een gemiddelde beoordeling van 59 op 100, een score die wordt samengevat als "gematigde of verdeelde recensies". In een positieve recensie namens The Escapist prees Joshua Vanderwall met name het concept en merkte hij op hoe geïnvesteerd hij was in de lotgevallen van Pier. Volgens Erwin Vogelaar van Gamer.nl slaagde het spel "meer als een leuke geschiedenisles dan als goede game". Nathan Van Coillie van Eurogamer vatte een negatieve recensie als volgt samen: "De ontwikkelaar heeft met Cross of the Dutchman goede intenties, maar vergeet de plot diepgang en de gameplay variatie mee te geven."